# Alessandro Marchi
Alessandro Marchi (Urbino, 7 dicembre 1989) è un calciatore italiano, centrocampista del Roma City.

## Caratteristiche tecniche
Può giocare come mezzala, come regista davanti alla difesa o come esterno di centrocampo. Durante la sua militanza nel Piacenza è stato impiegato anche come terzino destro.

## Carriera

### Club
Cresciuto nel settore giovanile del Rimini, esordisce in prima squadra nel campionato di Serie B il 19 marzo 2009 nel pareggio 1-1 contro il Livorno, collezionando in totale tre presenze nella stagione 2008-2009. La squadra a fine stagione retrocede a seguito dei play-out, ma Marchi viene comunque confermato per l'anno successivo in Lega Pro Prima Divisione dove colleziona 16 presenze.
A seguito del fallimento dei romagnoli si svincola, e viene acquistato dal Piacenza a parametro zero. Fa il suo debutto con i biancorossi nel secondo turno di Coppa Italia, vinto 5-3 contro la Virtus Lanciano. Partito inizialmente come rincalzo, guadagna il posto da titolare nella stagione 2010-2011, come mezzala destra.
Il 23 ottobre 2010 nella vittoria 3-2 contro l'Atalanta segna la sua prima rete in carriera. A fine stagione totalizza 35 presenze e 3 reti. Riconfermato dopo la retrocessione, viene riconvertito da Francesco Monaco nel ruolo do terzino destro, e dopo le cessioni di Tomás Guzmán e Simone Guerra e l'infortunio occorso a Stefano Avogadri inizia a vestire la fascia di capitano della squadra. Nella sessione invernale del calciomercato viene acquistato in comproprietà dal Bologna, in cambio del prestito di Federico Rodríguez. Conclude comunque la stagione in prestito al Piacenza, con cui totalizza 30 partite di campionato e due nei play-out persi contro il Prato.
A seguito del fallimento del Piacenza, diventa interamente di proprietà del Bologna, che lo gira in prestito per due stagioni in Lega Pro: il primo anno al Frosinone, con cui totalizza 16 presenze ed una rete, nel pareggio casalingo per 2-2 contro la Paganese nel campionato di Prima Divisione e, poi, l'anno successivo al Catanzaro. Debutta con i calabresi il 18 agosto 2013 nella vittoria 2-1 contro la Vigor Lamezia valida per la prima giornata del girone P di Coppa Italia Lega Pro. Segna la sua prima rete con i giallorossi il 22 settembre successivo nella vittoria 2-1 sul campo del Lecce. A fine stagione totalizza 2 reti in 25 presenze in campionato più una presenza nei play-off.
Rientrato al Bologna e non rientrando nei piani tecnici dei felsinei, il 17 luglio 2014 viene acquistato a titolo definitivo dalla Cremonese, con cui debutta il 10 agosto successivo nella vittoria per 3-2 sul Cosenza valida per il primo turno di Coppa Italia. Segna la sua prima rete con i grigiorossi il 10 dicembre nella vittoria 3-1 in casa del Como. La stagione in riva al Po è positiva, tuttavia, al termine della stessa, rescinde il contratto e si trasferisce al Pavia. Debutta con i biancazzurri il 14 agosto 2015 nella vittoria 1-0 in casa del Bologna, valida per il terzo turno di Coppa Italia. A fine campionato il Pavia termina il campionato in nona posizione, tuttavia Marchi rimane svincolato a seguito del fallimento della compagine. Nell'estate 2016 viene acquistato dal Livorno, appena retrocesso dalla Serie B. Debutta con i labronici il 29 luglio successivo nella sconfitta 3-1 in casa della Juve Stabia valida per il primo turno di Coppa Italia. Segna la sua prima rete con la maglia dei toscani il 20 novembre nella vittoria 3-1 contro il Pro Piacenza. Conclude la stagione con 37 presenze e 2 reti in campionato, una presenza in Coppa Italia, una in Coppa Italia Lega Pro e 5 nei play-off in cui il Livorno viene eliminato ai quarti di finale.
Nella stagione successiva finisce ai margini della formazione titolare, e nel gennaio 2018 si trasferisce alla Sambenedettese. Fa il suo debutto con i rossoblù il 27 gennaio 2018 nella partita pareggiata 1-1 contro il Gubbio. Segna la sua prima rete con i marchigiani il 30 maggio nella partita persa 2-1 contro il Cosenza valida per i quarti di finale dei playoff. Termina l'annata con 12 presenze in campionato e 4, con una rete, nei play-off.
Il 29 agosto 2018 viene annunciato il suo trasferimento alla Vis Pesaro. Debutta con i pesaresi il 23 settembre successivo nella partita casalinga vinta 2-1 contro il Gubbio. Il 17 gennaio 2019, dopo 18 presenze in campionato con i marchigiani, si trasferisce al Rieti, squadra militante nel girone C di Serie C, firmando un contratto biennale. Debutta con i laziali il 20 gennaio successivo nella partita persa 2-1 sul campo della Casertana. Segna la sua prima rete con la maglia dei laziali il 3 marzo 2019 nella vittoria per 1-0 contro la Viterbese. Termina la stagione, nella quale il Rieti ottiene la salvezza diretta, con una rete in 15 presenze.
Il 1º settembre 2019, durante la partita persa per 2-1 in casa del AZ Picerno, si rompe il legamento crociato anteriore. Il 26 settembre successivo viene operato per la ricostruzione del legamento. Al termine della stagione, conclusasi anzitempo a causa dello scoppio della pandemia causata dal coronavirus COVID-19 e culminata con la retrocessione del Rieti in Serie D, totalizza 4 presenze in campionato e 2 in Coppa Italia Serie C, rimanendo, poi, svincolato. Nel novembre 2020 fa ritorno al Rieti. Termina l'annata totalizzando 27 presenze con una rete segnata. Il 30 luglio 2021 viene annunciato il rinnovo con il Rieti per un'ulteriore stagione. Il 24 ottobre 2021, nella partita persa per 1-0 contro il Tiferno Lerchi, veste per la prima volta la fascia di capitano del Rieti.
Il 1º dicembre 2021 lascia Rieti dopo quasi tre anni, accasandosi all'Arezzo, squadra militante nello stesso girone di Serie D del Rieti. Debutta con gli aretini il successivo 5 dicembre nella partita casalinga vinta per 2-1 contro la Pro Livorno Sorgenti. La settimana successiva, il 12 dicembre, segna la sua prima rete con i toscani nella partita vinta per 2-0 contro la Pianese. Il 6 marzo 2022, nella partita casalinga pareggiata per 1-1 contro il Follonica Gavorrano, veste per la prima volta la fascia di capitano dell'Arezzo. Terminata la stagione con 4 reti in 20 presenze di campionato, a cui si aggiunge una presenza nei play-off, Marchi si trasferisce al Flaminia CivitaCastellana, compagine anch'essa militante in Serie D. Debutta con i viterbesi il 28 agosto 2022 nella partita vinta per 3-0 contro la Vis Artena valida per il primo turno di Coppa Italia Serie D. Il 6 novembre successivo, nel pareggio per 1-1 sul campo della Sangiovannese, mette a segno la prima rete con la maglia dei laziali. Dopo aver totalizzato 8 reti in complessive 33 presenze tra campionato e Coppa Italia Serie D, nel giugno 2023 viene confermato anche per la stagione successiva. Nel successivo mese di agosto, in seguito alla cessione del precedente capitano Gasperini, diventa capitano della formazione viterbese. Conclusa la seconda stagione con i laziali con 30 presenze in campionato e una in Coppa Italia Serie D, nell'estate 2024 si trasferisce al Roma City, altra compagine militante nel massimo campionato dilettantistico italiano, con cui fa il suo esordio il successivo primo settembre nella gara vinta per 3-1 contro il Cynthialbalonga valida per il primo turno di Coppa Italia Serie D. Il 22 dicembre 2024 mette a segno la sua prima marcatura con i romani, nel pareggio esterno per 1-1 contro la Vigor Senigallia.

### Nazionale
Durante la militanza nel Piacenza, Marchi viene convocato nella B Italia, con cui ottiene una presenza, il 30 marzo 2011, nella gara vinta 2-0 contro la selezione della seconda serie Serba.

## Statistiche

### Presenze e reti nei club
Statistiche aggiornate all'11 maggio 2025.
| Stagione        | Squadra                   | Campionato      | Campionato | Campionato | Coppe nazionali | Coppe nazionali | Coppe nazionali | Coppe continentali | Coppe continentali | Coppe continentali | Altre coppe | Altre coppe | Altre coppe | Totale | Totale | Totale |
| Stagione        | Squadra                   | Comp            | Pres       | Reti       | Comp            | Pres            | Reti            | Comp               | Pres               | Reti               | Comp        | Pres        | Reti        | Pres   | Reti   |        |
| --------------- | ------------------------- | --------------- | ---------- | ---------- | --------------- | --------------- | --------------- | ------------------ | ------------------ | ------------------ | ----------- | ----------- | ----------- | ------ | ------ | ------ |
| 2008-2009       | Rimini                    | B               | 3          | 0          | CI              | 0               | 0               | -                  | -                  | -                  | -           | -           | -           | 3      | 0      |        |
| 2009-2010       | Rimini                    | 1D              | 16+1       | 0          | CI+CI-LP        | 1+3             | 0               | -                  | -                  | -                  | -           | -           | -           | 21     | 0      |        |
| Totale Rimini   | Totale Rimini             | Totale Rimini   | 19+1       | 0          |                 | 4               | 0               |                    | -                  | -                  |             | -           | -           | 24     | 0      |        |
| 2010-2011       | Piacenza                  | B               | 35+2       | 3          | CI              | 1               | 0               | -                  | -                  | -                  | -           | -           | -           | 38     | 3      |        |
| 2011-2012       | Piacenza                  | 1D              | 30+2       | 1          | CI+CI-LP        | 1+1             | 0               | -                  | -                  | -                  |             | -           | -           | 34     | 1      |        |
| Totale Piacenza | Totale Piacenza           | Totale Piacenza | 65+4       | 4          |                 | 3               | 0               |                    | -                  | -                  |             | -           | -           | 72     | 4      |        |
| 2012-2013       | Frosinone                 | 1D              | 16         | 1          | CI+CI-LP        | 0               | 0               | -                  | -                  | -                  | -           | -           | -           | 16     | 1      |        |
| 2013-2014       | Catanzaro                 | 1D              | 25+1       | 2          | CI-LP           | 1               | 0               | -                  | -                  | -                  | -           | -           | -           | 27     | 2      |        |
| 2014-2015       | Cremonese                 | LP              | 35         | 2          | CI+CI-LP        | 3+1             | 0               | -                  | -                  | -                  | -           | -           | -           | 39     | 2      |        |
| 2015-2016       | Pavia                     | LP              | 28         | 0          | CI+CI-LP        | 2+1             | 0               | -                  | -                  | -                  | -           | -           | -           | 31     | 0      |        |
| 2016-2017       | Livorno                   | LP              | 37+5       | 2          | CI+CI-LP        | 1+1             | 0               | -                  | -                  | -                  | -           | -           | -           | 44     | 2      |        |
| 2017-gen. 2018  | Livorno                   | C               | 2          | 0          | CI+CI-C         | 1+2             | 0               | -                  | -                  | -                  | -           | -           | -           | 5      | 0      |        |
| Totale Livorno  | Totale Livorno            | Totale Livorno  | 39+5       | 2          |                 | 5               | 0               |                    | -                  | -                  |             | -           | -           | 49     | 2      |        |
| gen.-giu. 2018  | Sambenedettese            | C               | 12+4       | 0+1        | CI+CI-C         | -               | -               | -                  | -                  | -                  | -           | -           | -           | 16     | 1      |        |
| 2018-gen. 2019  | Vis Pesaro                | C               | 18         | 0          | CI-C            | -               | -               | -                  | -                  | -                  | -           | -           | -           | 18     | 0      |        |
| gen.-giu. 2019  | Rieti                     | C               | 15         | 1          | CI-C            | -               | -               | -                  | -                  | -                  | -           | -           | -           | 15     | 1      |        |
| 2019-2020       | Rieti                     | C               | 4          | 0          | CI-C            | 2               | 0               | -                  | -                  | -                  | -           | -           | -           | 6      | 0      |        |
| nov. 2020-2021  | Rieti                     | D               | 27         | 1          | -               | -               | -               | -                  | -                  | -                  | -           | -           | -           | 27     | 1      |        |
| set.-dic. 2021  | Rieti                     | D               | 9          | 0          | CI-D            | 0               | 0               | -                  | -                  | -                  | -           | -           | -           | 9      | 0      |        |
| Totale Rieti    | Totale Rieti              | Totale Rieti    | 55         | 2          |                 | 2               | 0               |                    | -                  | -                  |             | -           | -           | 57     | 2      |        |
| dic. 2021-2022  | Arezzo                    | D               | 20+1       | 4          | CI-D            | -               | -               | -                  | -                  | -                  | -           | -           | -           | 21     | 4      |        |
| 2022-2023       | Flaminia CivitaCastellana | D               | 32         | 8          | CI-D            | 1               | 0               | -                  | -                  | -                  | -           | -           | -           | 33     | 8      |        |
| 2023-2024       | Flaminia CivitaCastellana | D               | 30         | 0          | CI-D            | 1               | 0               | -                  | -                  | -                  | -           | -           | -           | 31     | 0      |        |
| Totale Flaminia | Totale Flaminia           | Totale Flaminia | 62         | 8          |                 | 2               | 0               |                    | -                  | -                  |             | -           | -           | 64     | 8      |        |
| 2024-2025       | Roma City                 | D               | 32+1       | 2          | CI-D            | 1               | 0               | -                  | -                  | -                  | -           | -           | -           | 34     | 2      |        |
| Totale carriera | Totale carriera           | Totale carriera | 443        | 28         |                 | 25              | 0               |                    | -                  | -                  |             | -           | -           | 468    | 28     |        |